# Mesochordaeus bahamasi
Mesochordaeus bahamasi är en ryggsträngsdjursart som beskrevs av Fenaux och Youngbluth 1990. Mesochordaeus bahamasi ingår i släktet Mesochordaeus och familjen lysgroddar. Inga underarter finns listade i Catalogue of Life.